# Interpolační vyhledávání
Interpolační vyhledávání je vyhledávací algoritmus pro nalezení zadané hodnoty v uspořádaném seznamu hodnot. Algoritmus je vylepšením binárního vyhledávání pro případy, kdy jsou hodnoty v seznamu nejen seřazené, ale zároveň rovnoměrně rozložené. Tuto metodu intuitivně používají lidé například při vyhledávání ve slovníku – odhadnou, kde by přibližně mohlo hledané heslo být (např. heslo začínající písmenem „K“ bude pravděpodobně někde před polovinou slovníku) a otevřou slovník na odhadnutém místě. Podle odchylky postupují dopředu nebo dozadu o menší nebo větší počet stránek.
Interpolační vyhledávání se zakládá na myšlence, že u rovnoměrně rozložených hodnot v seznamu můžeme odhadnout umístění a tím snížit počet nutných kroků k nalezení prvku. Jako příklad budeme uvažovat seznam čísel 1, 2, 3 ... až 1000. Pokusíme se najít prvek 125. Pokud bychom hledali pomoci binárního vyhledávání, prvním testovaným prvkem by bylo číslo 500, poté číslo 250 a nakonec námi hledané číslo 125. Interpolační vyhledávací algoritmus odhadne pozici a přímo přejde na prvek 125.
Složitost tohoto algoritmu pro rovnoměrně rozložená data je O(log log n). V nejhorším případě ovšem může být složitost až O(n). Aby se zabránilo nejhoršímu případu, je možné kombinovat interpolační vyhledávání s binárním vyhledáváním – například střídat vždy jeden krok interpolačního vyhledávání a jeden binárního vyhledávání.

## Implementace
Ukázka implementace v jazyce C++.
```
template
 
<
typename
 
T
>

int
 
interpolation_search
(
T
 
arr
[],
 
int
 
size
,
 
T
 
key
)

{

    
int
 
low
 
=
 
0
;

    
int
 
high
 
=
 
size
 
-
 
1
 
;

    
int
 
mid
 
;

    
while
 
(
arr
[
high
]
 
!=
 
arr
[
low
]
 
&&
 
key
 
>=
 
arr
[
low
]
 
&&
 
key
 
<=
 
arr
[
high
])
  
{

        
mid
 
=
 
low
 
+
 
(
key
 
-
 
arr
[
low
])
 
*
 
((
high
 
-
 
low
)
 
/
 
(
 
arr
[
high
]
 
-
 
arr
[
low
]))
 
;

        
if
 
(
arr
[
mid
]
 
<
 
key
)

            
low
 
=
 
mid
 
+
 
1
 
;

        
else
 
if
 
(
key
 
<
 
arr
[
mid
])

            
high
 
=
 
mid
 
-
 
1
;

        
else

            
return
 
mid
;

    
}
 

    
if
 
(
key
 
==
 
arr
[
low
])

        
return
 
low
 
;

    
else

        
return
 
-1
;

}

```